# 赵庄水库
赵庄水库是中国河南省南阳市桐柏县境内的一座水库，位于桃花河上，建于1979年。水库正常库容为1588万立方米，集雨面积为48平方千米，海拔为159.6米。